# Architettura normanna

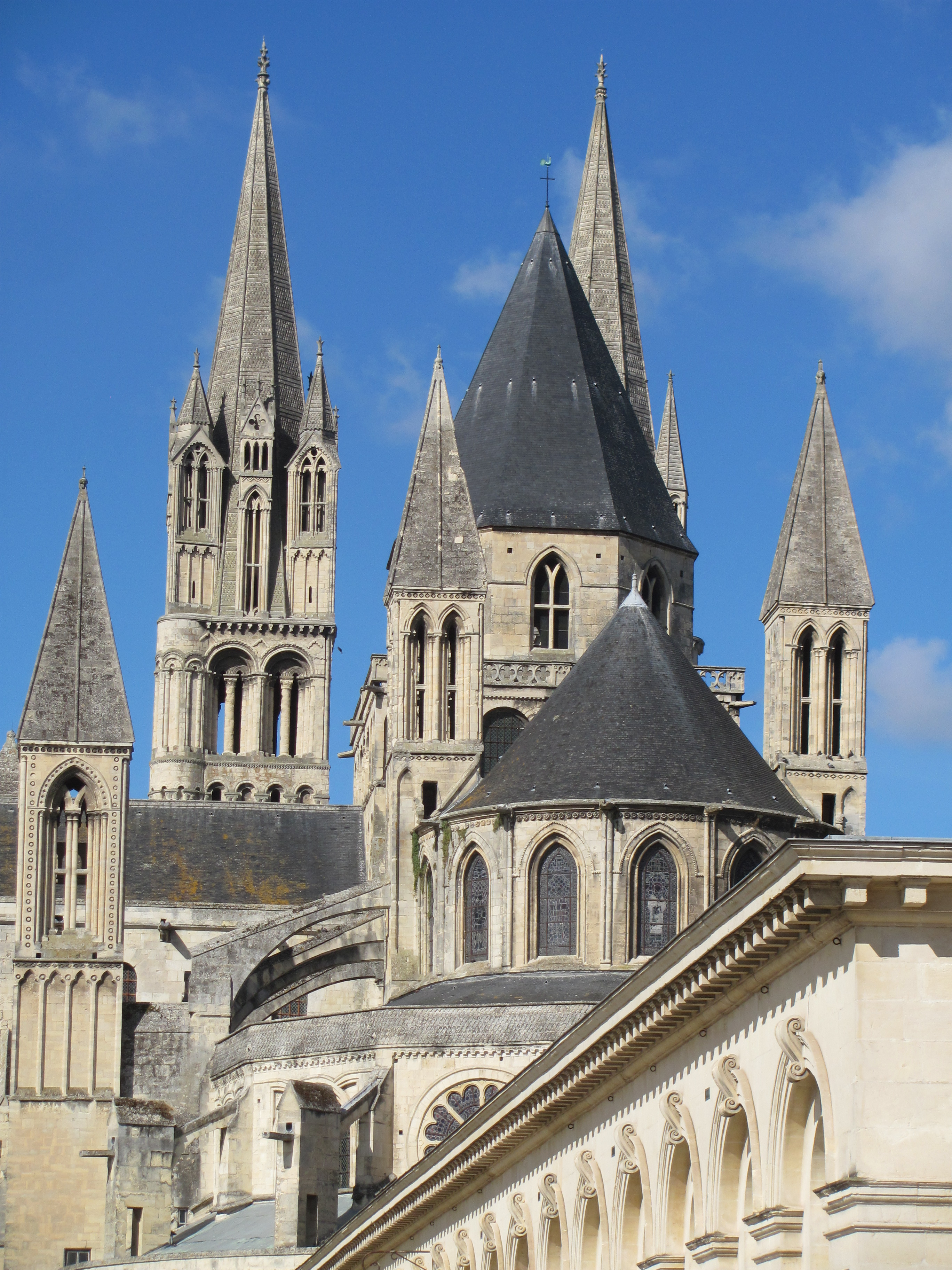
La Chiesa di Santo Stefano a Caen, prototipo dell'architettura normanna.

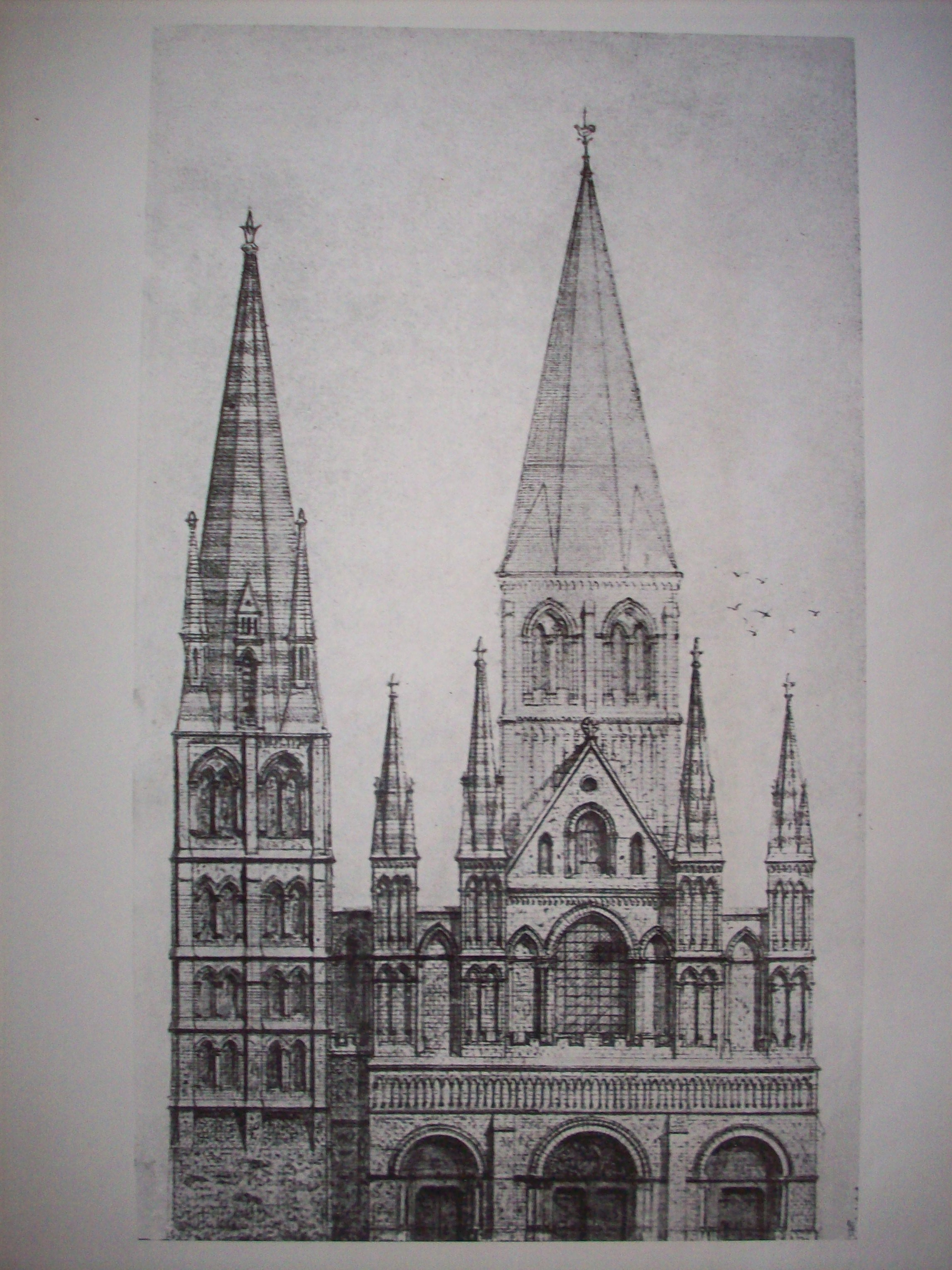
La facciata della vecchia Cattedrale di Rouen, prima della sua ricostruzione gotica.

L'architettura normanna è uno stile architettonico che rientra nel più ampio alveo del romanico e che venne sviluppato dai Normanni nelle varie terre su cui estesero il loro dominio nell'XI e XII secolo. I manufatti costruiti in questo stile comprendono sia architetture religiose che militari e civili e sono caratterizzati dall'uso dell'arco a tutto sesto, in seguito ogivale e da proporzioni che li rendono particolarmente massicci in confronto alle altre varianti regionali del romanico.
Lo stile normanno si originò in Normandia e si diffuse nell'Europa nordoccidentale, in particolare in Inghilterra, dove se ne trova il maggior numero di esempi e dove il termine indica tradizionalmente il romanico inglese.
Negli stessi anni, col dominio degli Altavilla in Sicilia, lo stile normanno si sviluppò anche in quell'area, subendo influenze bizantine e saracene, che rientrano in quella che è detta architettura arabo-normanna.

## Etimologia e sviluppo nel Gotico
È possibile che il termine trovi la sua origine tra gli antiquari del XVIII secolo, ma il suo uso riferito a uno stile preciso è stato attribuito a Thomas Rickman nella sua opera del 1817 Un tentativo di discriminare gli stili architettonici dell'Inghilterra dalla Conquista alla Riforma in cui si usavano gli aggettivi normanno, inglese primitivo, decorato e perpendicolare per riferirsi a diversi stili architettonici del Medioevo in Inghilterra. Il più ampio termine romanico fu utilizzato per riferirsi all'architettura dei secoli XI e XII dal 1819.  Sebbene Edoardo il Confessore avesse costruito l'Abbazia di Westminster in stile romanico (oggi del tutto scomparso dopo ricostruzioni successive) subito prima della Conquista, non esiste altra architettura romanica precedente a quella data nel Regno Unito a testimoniare la presenza di quello stile prima dell'arrivo dei Normanni. Tuttavia alcuni storici sostengono che gli aspetti normanni di molti edifici, quasi tutti chiese, potrebbero essere in realtà anglosassoni.
Con lo sviluppo della tecnica della muratura portante si sviluppò uno stile che portò al superamento delle difficoltà dovute alla geometria dei soffitti e delle loro volte, con l'introduzione dell'arco a sesto acuto, che caratterizzarono successivamente lo stile gotico. Generalmente gli storici e gli studiosi dell'architettura ritengono che uno stile deve essere valutato nella sua interezza, invece di valutarne le singole caratteristiche, infatti alcuni tendono a considerare i vari sviluppi singoli dello all'interno dello stile normanno o romanico, altri come una transizione normanno-gotica. Tuttavia raramente, anche online, si trova l'espressione gotico-normanno, ma non sempre è chiaro se si riferiscono allo stile di transizione o allo stile normanno nel suo complesso.,

## Neo-Normanno
Si tratta di uno stile architettonico emulo delle opere del romanico dei secoli XI e XII in Gran Bretagna, Sicilia e Normandia. È stato utilizzato per lo più nel XX secolo, per lo più applicato ad archi e pilastri. Esistono due esempi a Manchester: il vecchio edificio della Borsa e una sinagoga a Fallowfield.

## Architettura normanna in Normandia

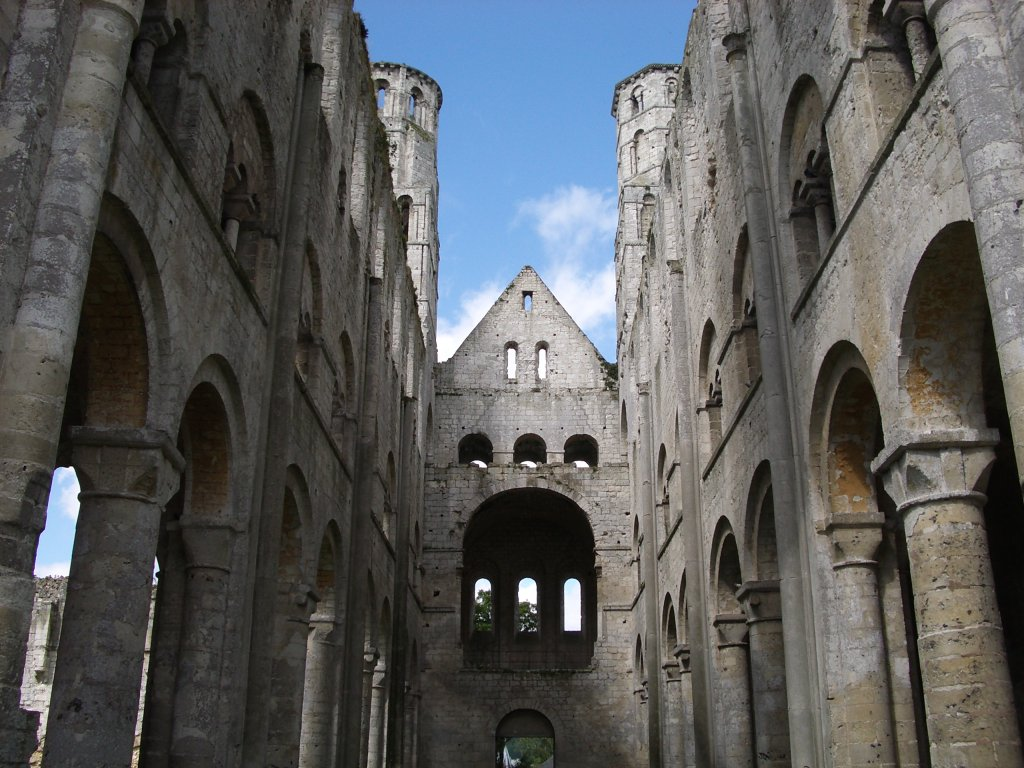
Interno della chiesa dell'Abbazia di Jumièges.

Gli invasori Vichinghi arrivarono alla foce della Senna nel 911, epoca in cui i Franchi combattevano a cavallo e i signori costruivano castelli. Durante il secolo successivo le popolazioni della regione cedettero ai Vichinghi, oggi conosciuti come Normanni, che adottarono i costumi locali, la religione Cristiana e la lingua d'oïl. I Baroni normanni costruirono castelli di legno su terrapieni, dando inizio alla tipologia dei castelli a motte e bailey, e grandi chiese di pietra nello stile romanico dei Franchi. Intorno al 950 costruivano dongioni. I Normanni erano une delle popolazioni europee più inclini ai viaggi e per questo erano esposti a una grande varietà di influenze, incluse quelle mediorientali, alcune delle quali si riflettevano nella loro architettura. Svilupparono sullo schema delle basiliche paleocristiane e del Westwerk la chiesa di Santo Stefano all'interno dell'Abbazia degli uomini di Caen, iniziata nel 1067 ed esempio per le più grandi cattedrali inglesi iniziate circa venti anni dopo.

## Architettura normanna nel Regno Unito

### Architettura normanna in Inghilterra

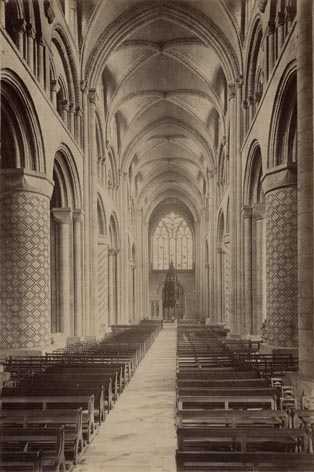
La navata della Cattedrale di Durham dimostra le caratteristiche dell'arco a tutto sesto, sebbene gli archi a sesto acuto della volta anticipino aspetti dello stile Gotico.

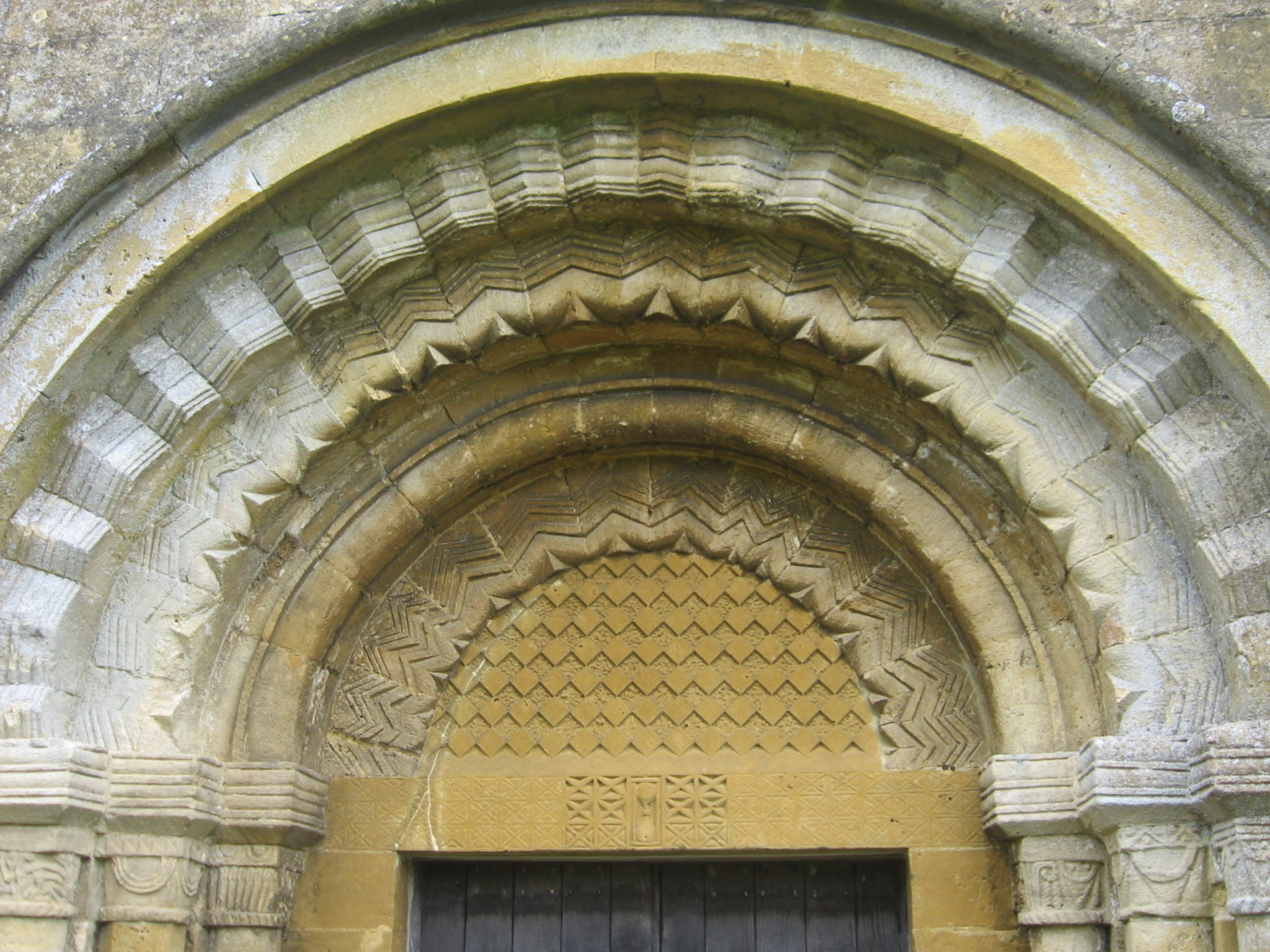
Arco normanno sopra la porta della chiesa a Guiting Power, Gloucestershire

L'influenza di nobili e vescovi normanni in Inghilterra era riscontrabile già prima della conquista del 1066, come è visibile nella stessa tarda architettura anglosassone. Edoardo il Confessore, che aveva spesso visitato la Normandia, prese esempio dall'architettura del Continente per dare inizio nel 1042 alla costruzione dell'Abbazia di Westminster, primo edificio romanico d'Inghilterra. Nel 1051 fece venire sempre dalla Normandia i cavalieri che costruirono castelli a motte come difesa dai gallesi. Dopo la conquista i Normanni costruirono rapidamente molti castelli a motte e bailey, chiese ed abbazie, ma anche fortificazioni più elaborate come i dongioni.
Caratteristiche degli edifici sono le proporzioni massicce in geometrie semplici, la muratura con piccoli inserti scolpiti, ad esempio nei capitelli e nei timpani sotto gli archi a tutto sesto. Le modanature normanne sono scolpite o incise con ornamenti geometrici, come le parentesi uncinate intorno agli archi. Le chiese a croce latina avevano spesso profondi presbiteri e una torre quadrata sulla crociera, che si è conservata come caratteristica dell'architettura religiosa inglese.
Dopo che un incendio danneggiò la Cattedrale di Canterbury nel 1174, i costruttori normanni introdussero la nuova architettura gotica. Intorno al 1191 la Cattedrale di Wells e la Cattedrale di Lincoln introdussero il gotico inglese e lo stile normanno divenne sempre più caratteristico di modeste architetture di provincia.

#### Architettura religiosa

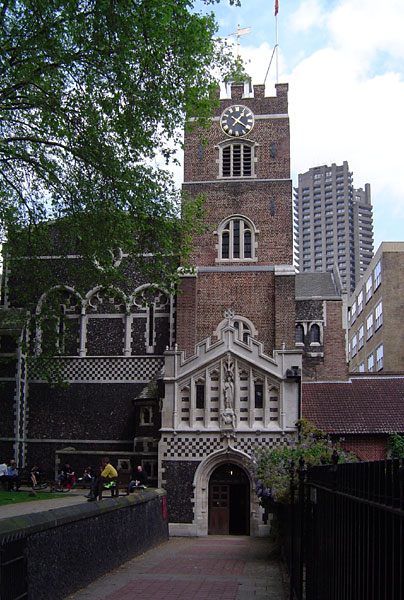
Chiesa del Priorato di San Bartolomeo il Grande.

- Castello di Oxford 1074: la torre della chiesa funge anche da rifugio
- Cappella di San Giovanni (ca 1087), Torre di Londra
- la Cattedrale di Durham (dal 1093) fu la prima a impiegare il sistema della volta ogivale
- Cattedrale di Winchester (dal 1079)
- Cattedrale di Ely (1083-1109)
- Cattedrale di Peterborough (dal 1118)
- chiesa di Kilpeck, Herefordshire
- Chiesa di San Nicola, Pyrford, Surrey (c.1140)
- Southwell Minster
- St. Mary the Virgin, Iffley, Oxfordshire (1170)
- Chiesa di San Swithun a Nately Scures, Hampshire (1175), esempio di chiesa ad aula normanna
- Cattedrale di Norwich (1195)

#### Architettura militare
- White Tower (Torre di Londra)
- Castello di Rochester
- Castello di Norwich

#### Architettura domestica
- Jew's House, Lincoln
- Boothby Pagnell Manor, Lincolnshire
- Castello di Oakham, Rutland
- Moyse's Hall Museum a Bury St Edmunds Suffolk (c.1180)[4]

### Architettura normanna in Scozia
Anche la Scozia cadde presto sotto l'influenza normanna, con la presenza di nobili normanni alla corte di Macbeth intorno al 1050. Il suo successore Máel Coluim III riuscì a conquistare il trono grazie all'aiuto inglese e normanno, e la sua regina Santa Margherita sostenne la chiesa. L'ordine di San Benedetto fondò così un monastero a Dunfermline. Il quarto figlio della santa, che divenne re Davide I, costruì la Cappella di Santa Margherita all'inizio del XII secolo.

#### Architettura religiosa
- Abbazia di Dunfermline, Dunfermline (fondata intorno al 1070 da Santa Margherita)
- Cattedrale di St Andrews (circa dal 1070)
- Cappella di Santa Margherita, Castello di Edimburgo (inizio del XII secolo)
- chiesa parrocchiale di Dalmeny (circa dal 1130)
- Cattedrale di Kirkwall (circa dal 1137)
- Abbazia di Jedburgh, Jedburgh (fondata circa nel 1138 da Davide I)
- Chiesa di Sant'Athernase, Leuchars (XII secolo)

## Architettura normanna in Irlanda
Gli insediamenti normanni si concentrarono per lo più nella parte orientale dell'isola, più tardi nota come The Pale, dove costruirono tra l'altro il Castello di Trim, il Castello di Swords, il Castello di Dublino ed il Castello di Carrickfergus.

## Architettura normanna in Italia

### Mezzogiorno
Le prime costruzioni normanne furono i castelli. Guglielmo Braccio di Ferro e Guaimaro V ne costruìrono uno a Squillace, in Calabria, nel 1044. Dopo la morte di Roberto il Guiscardo nel 1085, l'Italia meridionale vide susseguirsi una serie di guerre civili e finì sotto il controllo di principi sempre più deboli. Le rivolte caratterizzarono l'area fino al XII secolo inoltrato, con i signori locali che cercavano di resistere al potere ducale o reale dall'interno dei loro castelli. In Molise i Normanni iniziarono il loro programma più estensivo per la costruzione di castelli, introducendo in Italia l'opus gallicum. A Salerno, invece, ricordiamo il Duomo, voluto da Roberto il Guiscardo e Palazzo Fruscione. Di grande rilevanza sono il portale del Santuario di Santa Maria Regina di Anglona e il deambulatorio e cappelle radiali della cattedrale di San Paolo di Aversa.
Oltre all'incastellamento delle campagne, i Normanni edificarono diversi edifici religiosi ancora esistenti, come il santuario di Monte Sant'Angelo ed il mausoleo degli Altavilla a Venosa. Costruirono anche molti nuovi monasteri, come Sant'Eufemia.

### Sicilia
Il periodo di dominio normanno in Sicilia durò circa dal 1070 al 1200. Caratteristici elementi decorativi erano i mosaici dorati di derivazione bizantina, come nel Duomo di Monreale e nella Cappella Palatina. In epoca normanna più tarda sono riscontrabili influenze gotiche come nel duomo di Messina consacrato nel 1197. Vanno annoverate in epoca siculo normanna, anche le chiese bizantine basiliane, a loro volta sincretizzate con tecniche costruttive latino normanne introdotte da magister cementari , come nella Chiesa dei Santi Pietro e Paolo di Casalvecchio Siculo costruita da Gerardo il Franco.
- Cattedrale di Sant'Agata a Catania
- Edifici a Palermo
  - Palazzo dei Normanni con la Cappella Palatina
  - Zisa
  - Cuba
  - Castello di Maredolce
  - Cattedrale di Palermo
  - San Giovanni dei Lebbrosi
  - San Giovanni degli Eremiti
  - Chiesa della Martorana o anche Santa Maria dell'Ammiraglio
  - San Cataldo
  - Chiesa del Santo Spirito o anche Chiesa del Vespro
  - Basilica della Santissima Trinità del Cancelliere detta anche Chiesa della Magione
- Duomo di Monreale e monastero benedettino
- Duomo di Messina
- Duomo di Cefalù
- Campanile della Cattedrale di Santa Maria Santissima delle Vittorie a Piazza Armerina
- Chiese basiliane della Sicilia orientale

## Malta
Dopo la conquista normanna del 1091, a Malta vennero costruiti diversi edifici in stile normanno ancora esistenti, come a Medina e a Vittoriosa.

## Galleria d'immagini

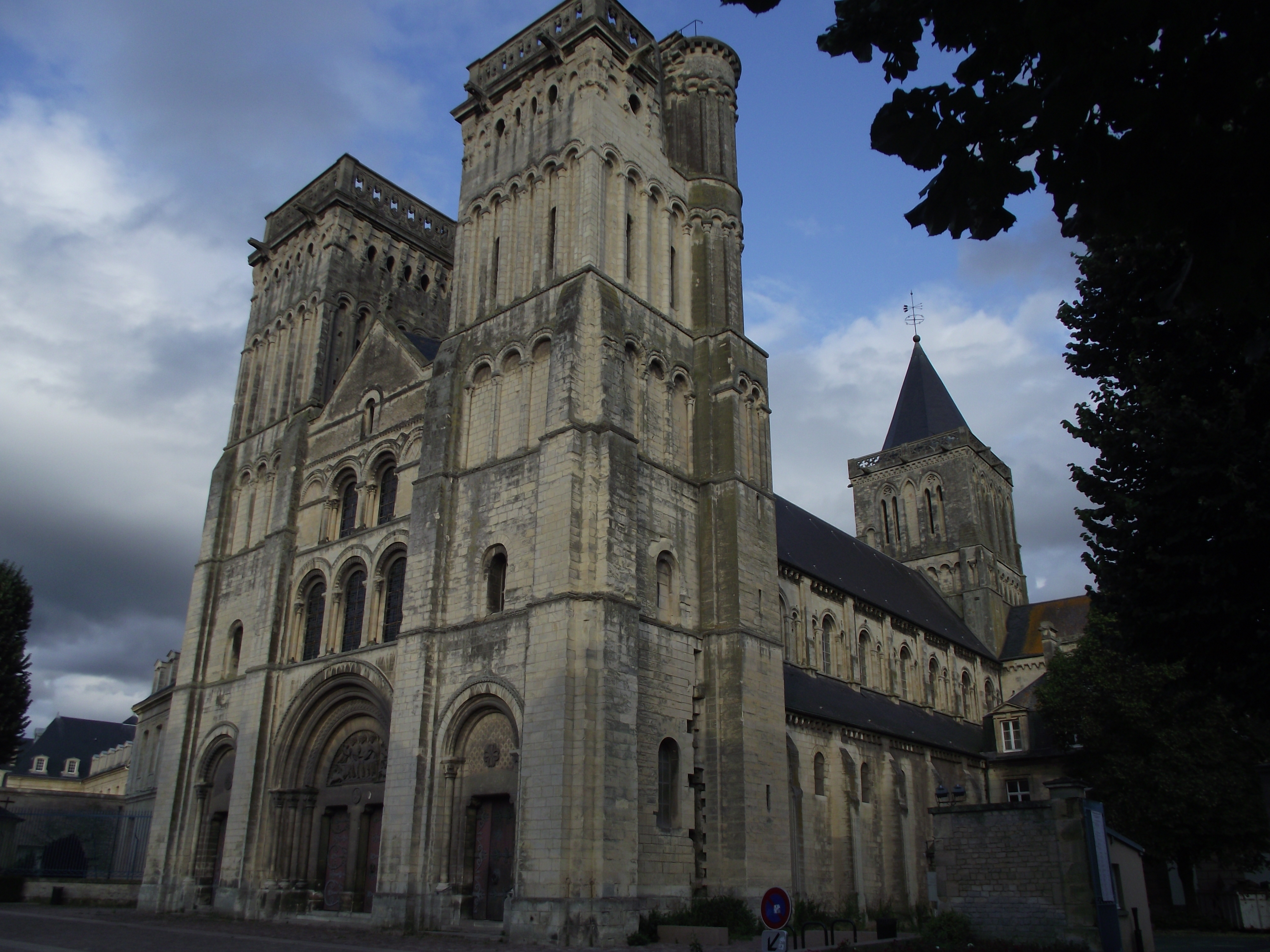
Abbazia delle Donne, Caen
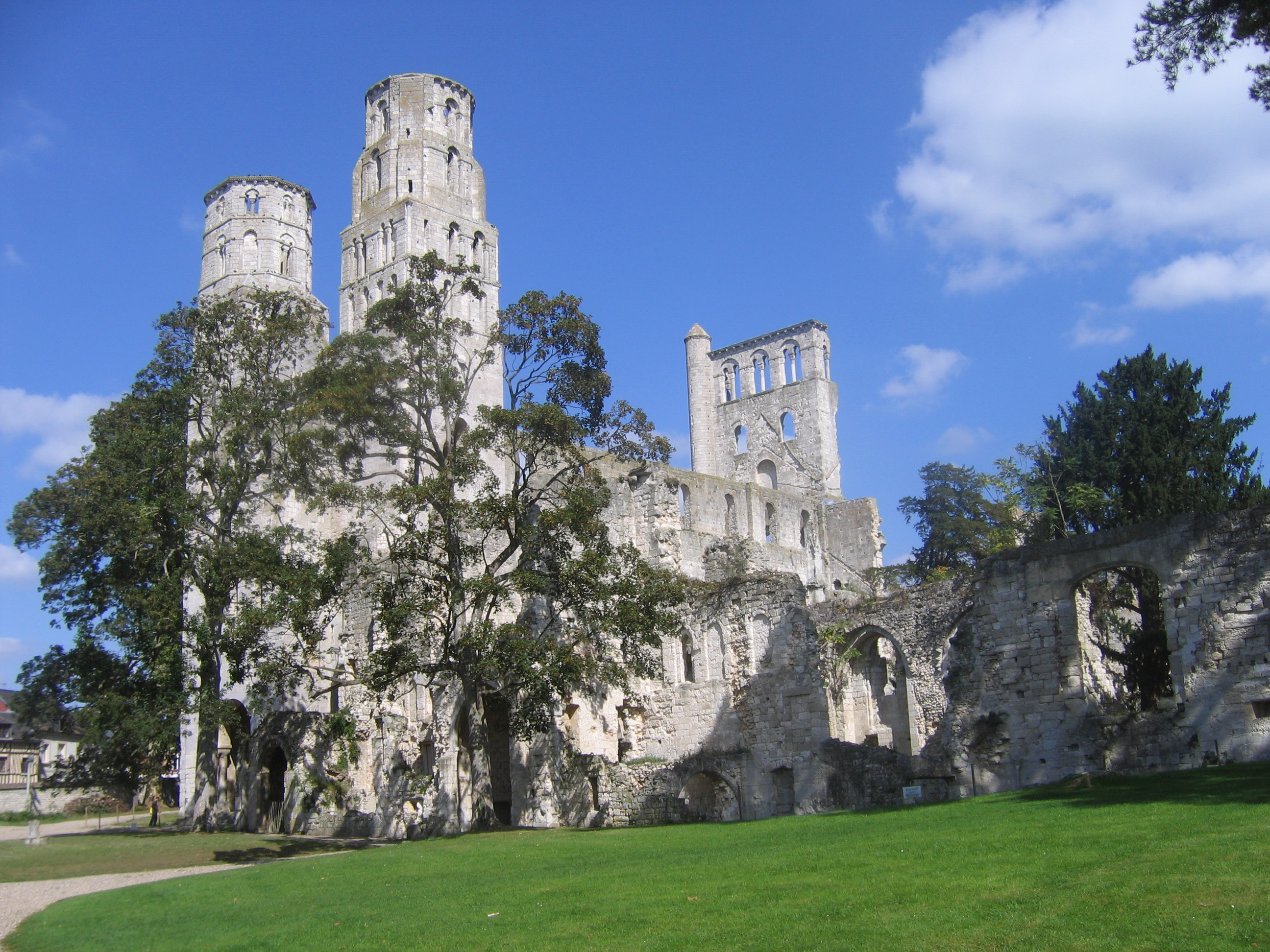
L'Abbazia di Jumièges
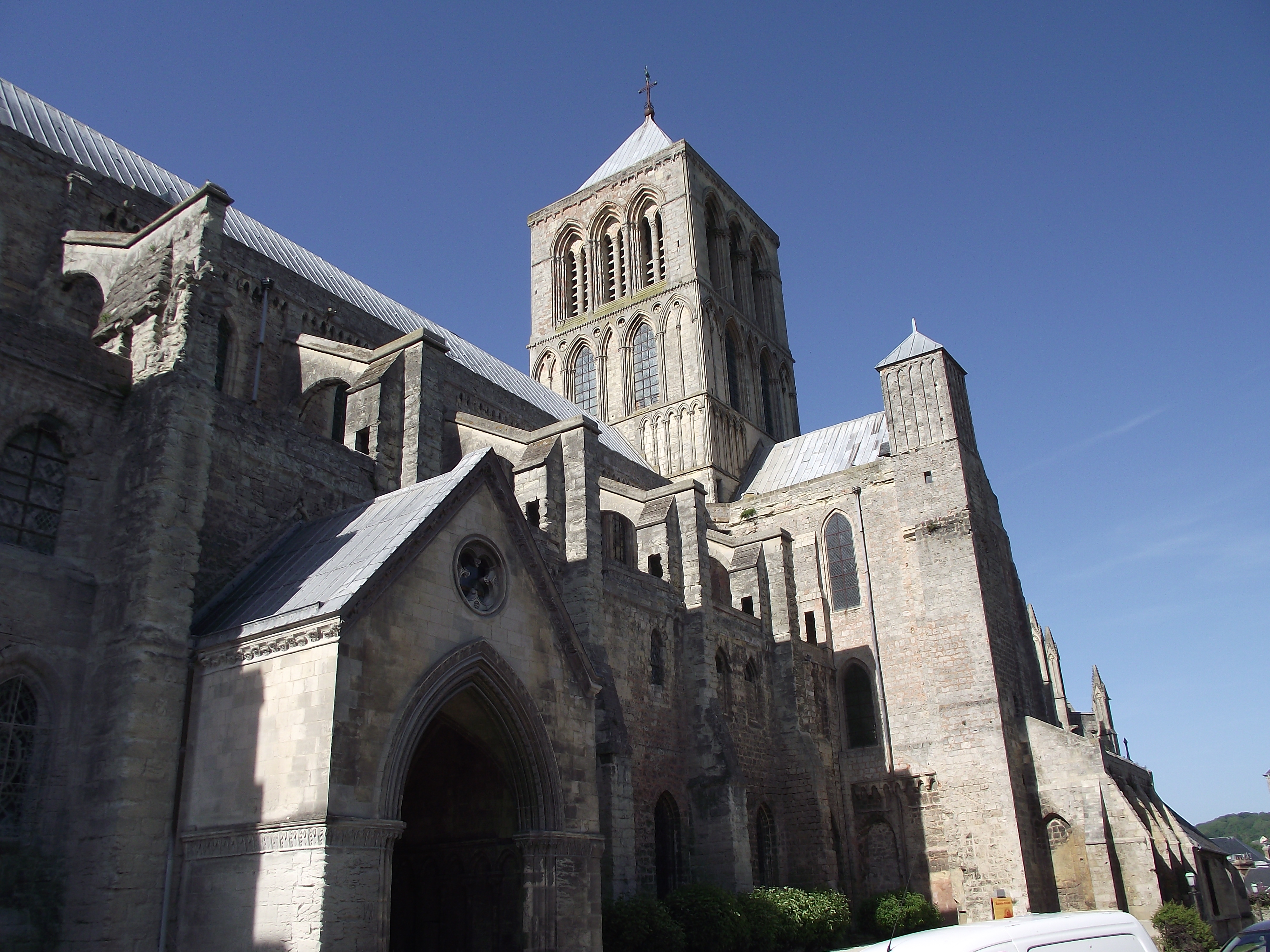
Abbazia della Santissima Trinità, Fécamp
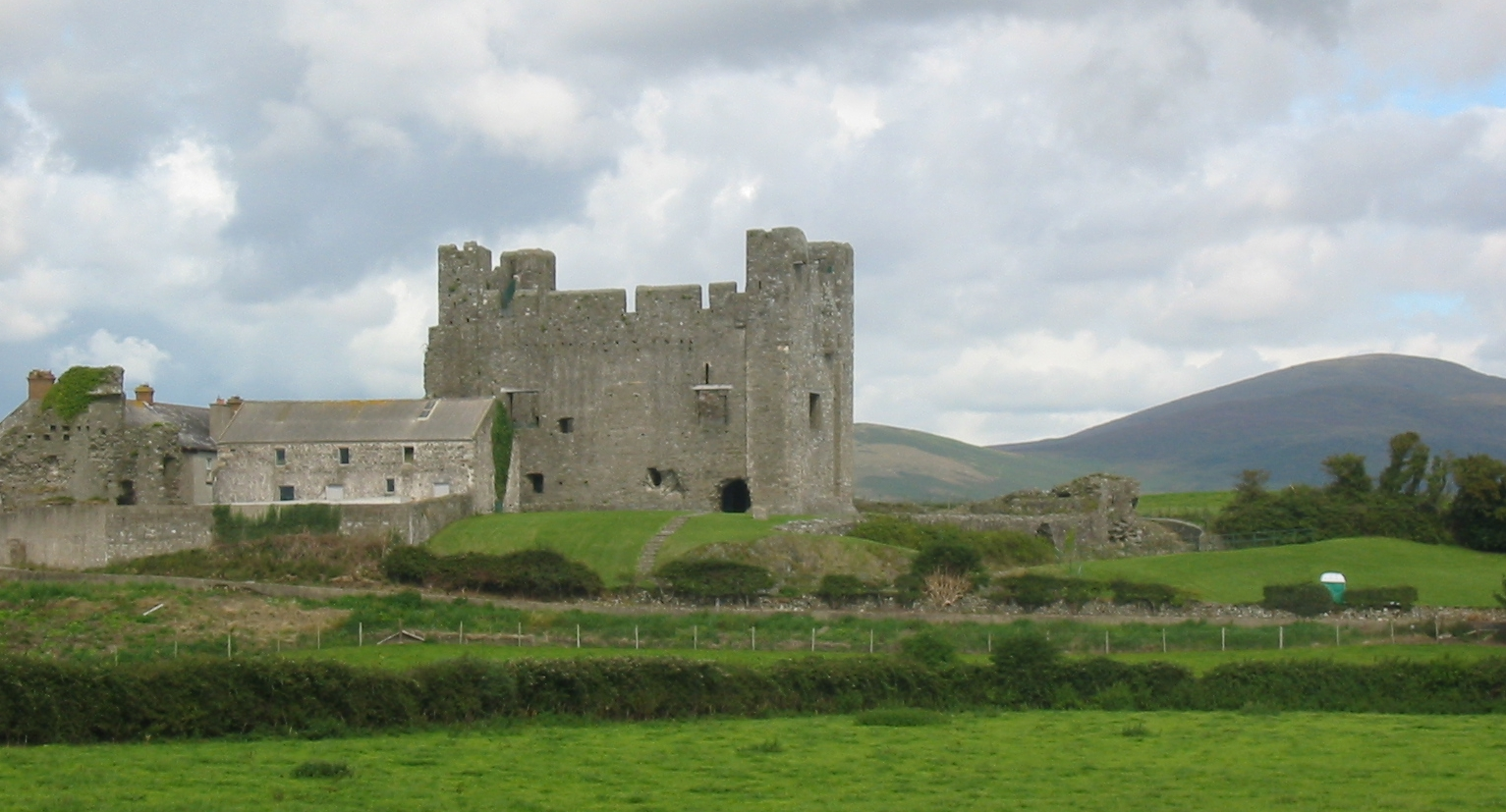
Greencastle, Irlanda del Nord
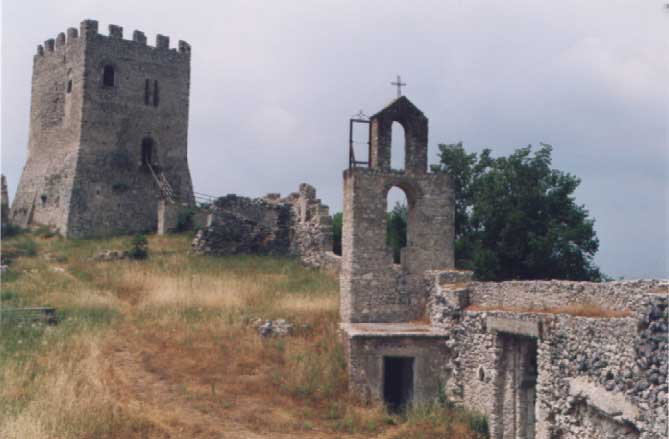
Castello di Raviscanina: ridotta del ribelle Andrea di Raviscanina
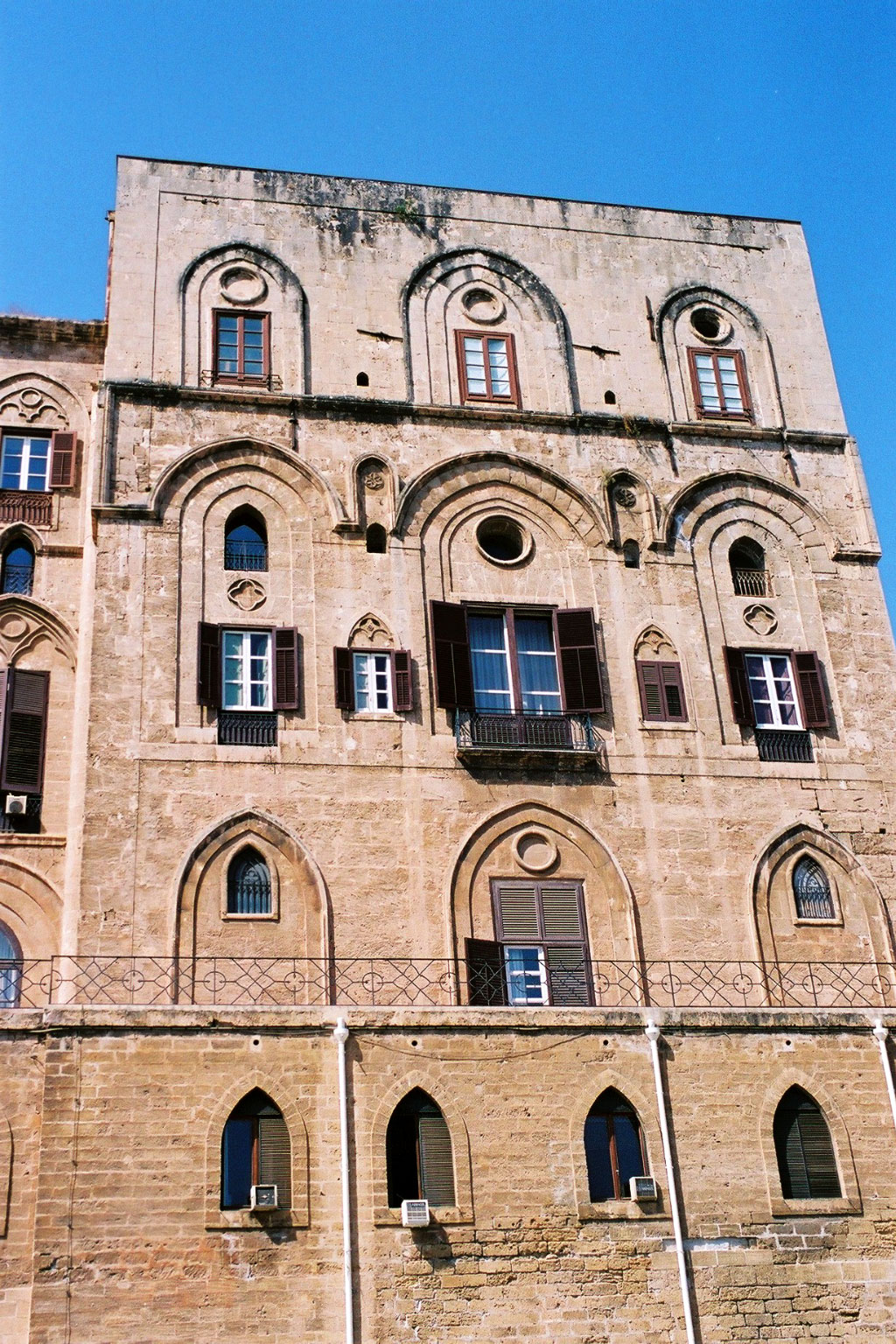
Palazzo dei Normanni a Palermo
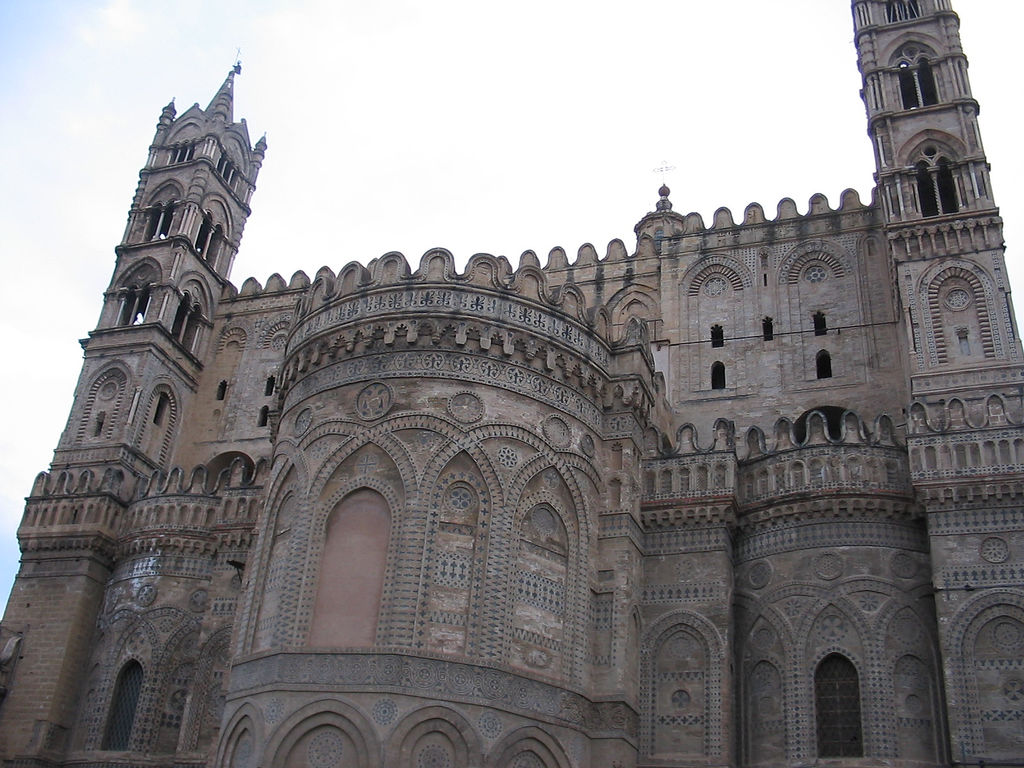
La Cattedrale di Palermo fu eretta nel 1185 da Gualtiero Offamilio, arcivescovo anglo-normanno e ministro del re Guglielmo II
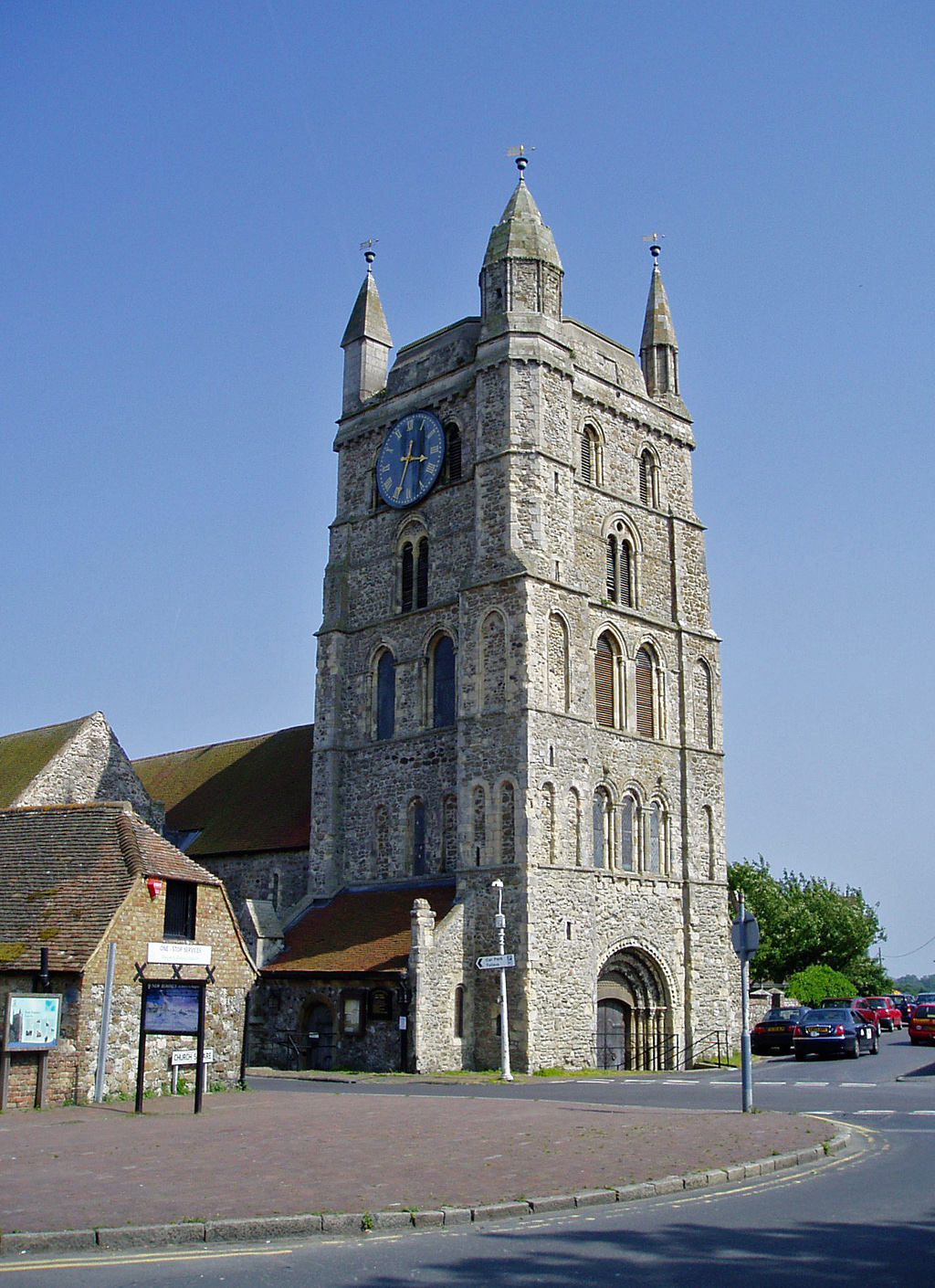
Campanile di New Romney, esempio di architettura normanna rurale inglese
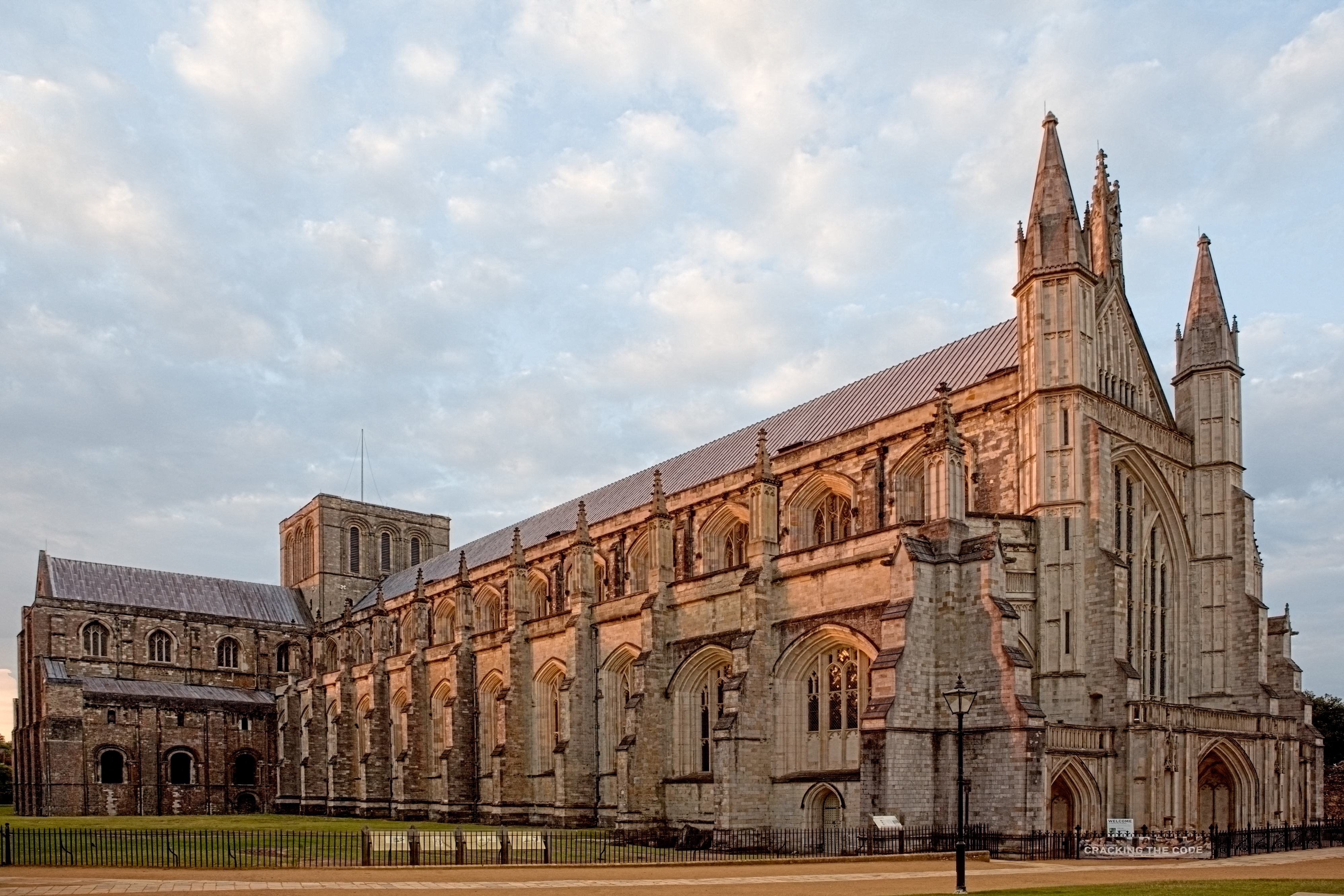
Cattedrale di Winchester, esempio di architettura normanna in Inghilterra
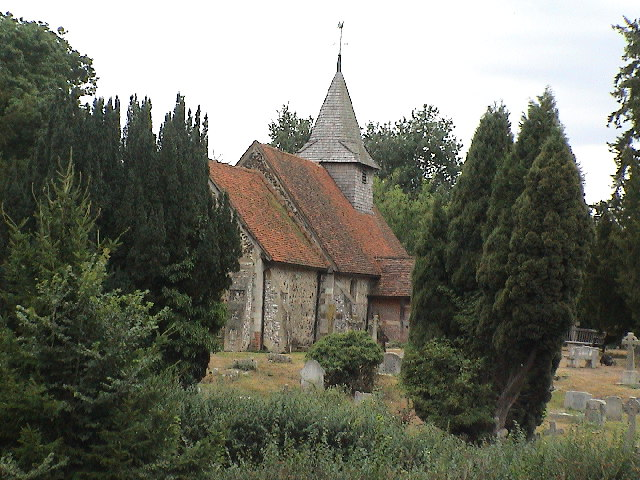
Chiesa del villaggio di Pyrford, Surrey, Inghilterra
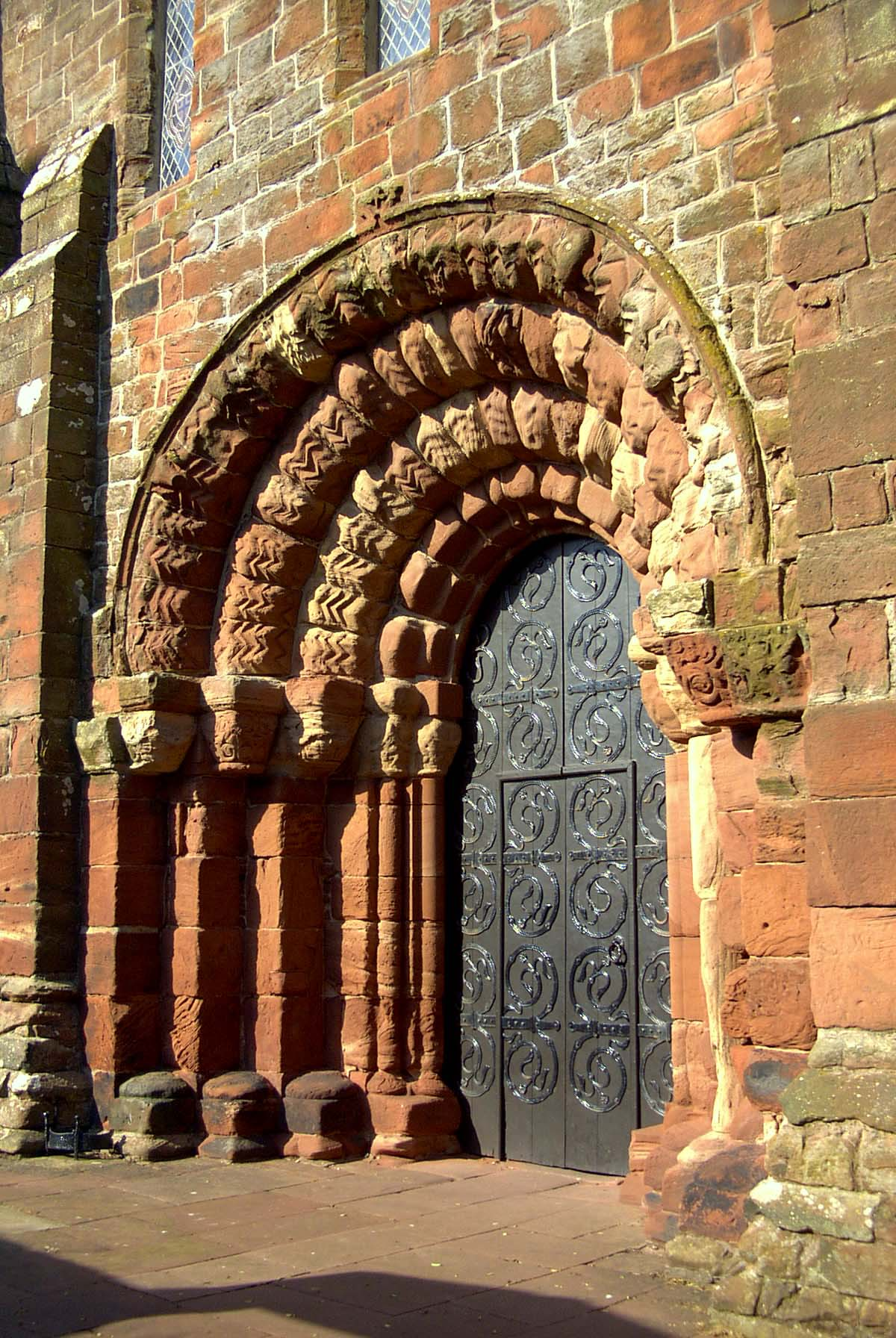
Priorato di St Bees, Cumbria, porta ovest, circa 1160
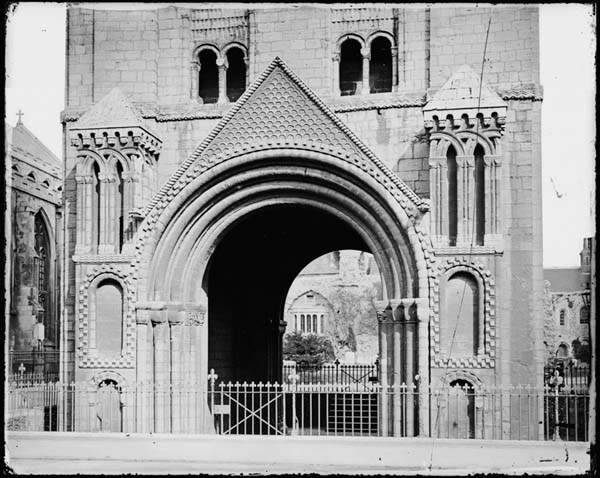
Arco della Torre normanna di Bury St Edmunds, Suffolk, c. 1120–1148
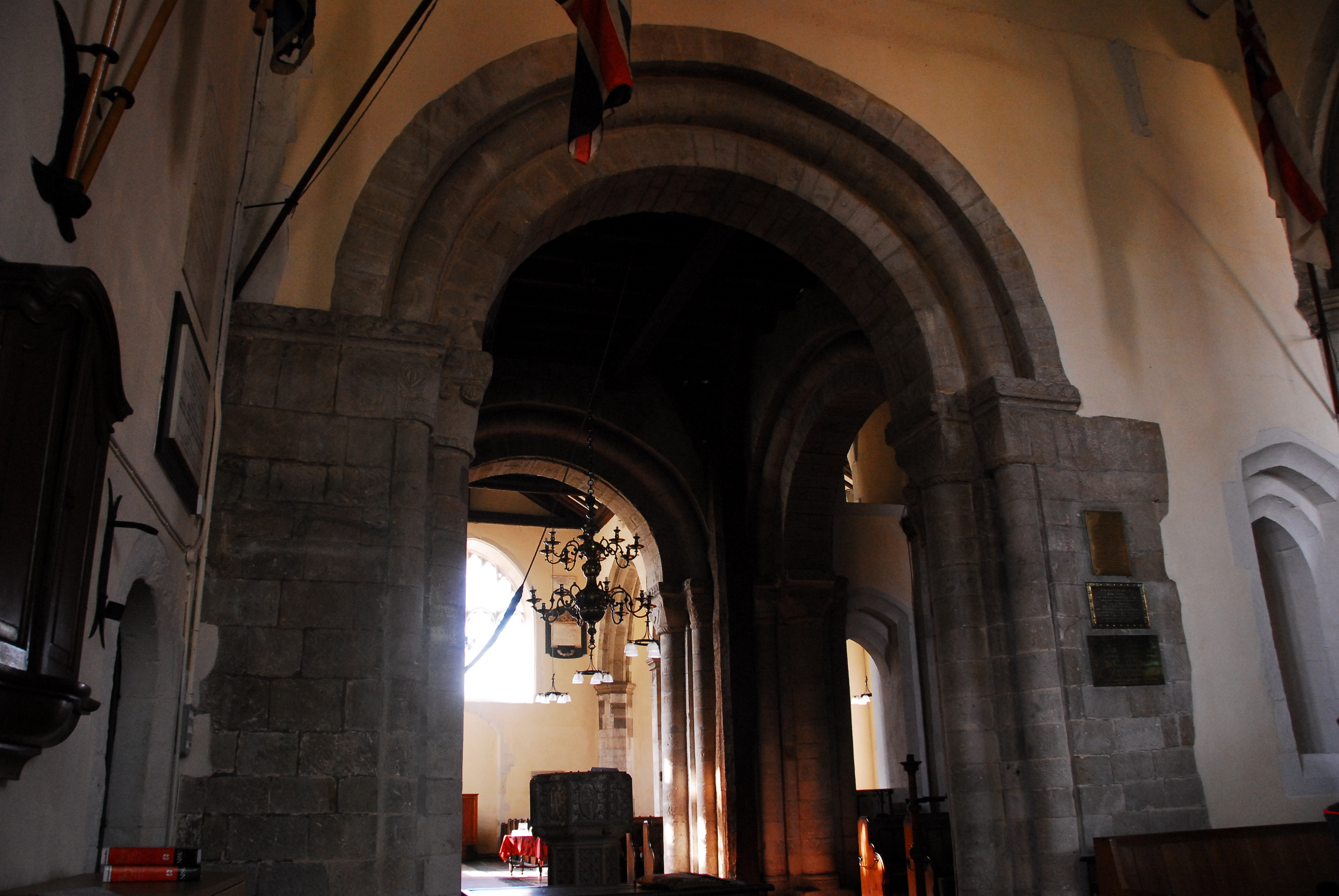
Archi della navata sud della Chiesa di San Lorenzo (Alton), Hampshire, c. 1070–1100
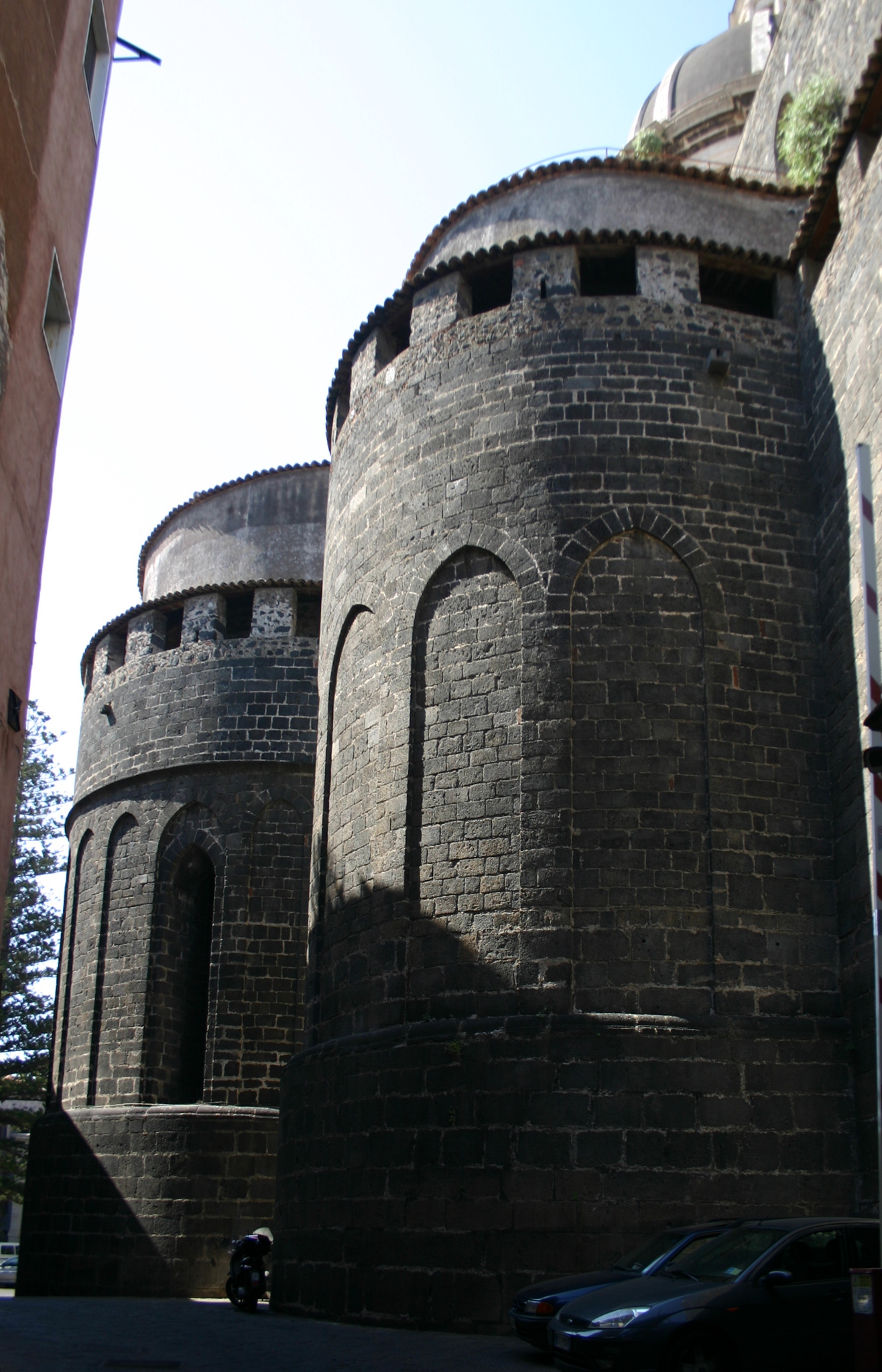
Comparto absidale della Cattedrale di Catania. L'edificio, compiuto prima del 1088, venne inaugurato nel 1094.